# Frank Barton (cầu thủ bóng đá Anh)
Frank Barton (sinh ngày 22 tháng 10 năm 1947) là một cầu thủ bóng đá người Anh đã giải nghệ thi đấu ở vị trí tiền vệ trong thập niên 1960 và 1970.
Ông tiếp tục thi đấu cho Seattle Sounders tại North American Soccer League từ 1979 đến 1982. Ông cũng thi đấu bóng đá trong nhà cho Seattle, Wichita Wings và Tacoma Stars.
Năm 1994, Barton trở thành trợ lý huấn luyện viên của Seattle Sounders tại American Professional Soccer League.